# Estádio João de Deus Lopes da Silva

O Estádio João de Deus Lopes da Silva é um estádio multiusos localizado em Ribeira Brava, Cabo Verde. É actualmente usado maioritariamente para partidas de futebol. O estádio tem capacidade para 1 mil pessoas. Este estádio é a "casa" de três dos melhores clubes em Cabo Verde, o SC Atlético e Desportivo Ribeira Brava e outra equipa de oeste da ilha que joga na primeira divisão, especialmente na primeira divisão da Ilha de São Nicolau. Até de abertura de Estádio Orlando Rodrigues em Tarrafal de São Nicolau em 2010, foi o casa de todos o clubes registradas de ilha incluim-se FC Ultramarina e FC Praia Branca.